# Collective Soul
Collective Soul är en rockgrupp från Stockbridge, Georgia i USA. Gruppen bildades 1992 och slog igenom i mitten av 1990-talet inom såväl alternativ rock som mainstreamrock med hitsingeln "Shine" från debutalbumet Hints Allegations and Things Left Unsaid.

## Medlemmar
Nuvarande medlemmar
- Ed Roland – sång, rytmgitarr, keyboard (1993– )
- Dean Roland – rytmgitarr, sologitarr (1993– )
- Will Turpin – basgitarr, bakgrundssång (1993– )
- Johnny Rabb – trummor, slagverk (2012– )
- Jesse Triplett – sologitarr, bakgrundssång (2014– )

Tidigare medlemmar
- Ross Childress – sologitarr, bakgrundssång (1993–2001)
- Shane Evans – trummor, slagverk (1993–2005)
- Joel Kosche – sologitarr, bakgrundssång (2001–2014)
- Ryan Hoyle – trummor, slagverk (2005–2008)
- Cheney Brannon – trummor, slagverk (2008–2012 )

## Diskografi
Studioalbum
- 1993 – Hints Allegations and Things Left Unsaid
- 1995 – Collective Soul
- 1997 – Disciplined Breakdown
- 1999 – Dosage
- 2000 – Blender
- 2004 – Youth
- 2006 – Home: A Live Concert Recording with the Atlanta Symphony Youth Orchestra
- 2007 – Afterwords
- 2009 – Collective Soul
- 2015 – See What You Started By Continuing
- 2019 – Blood

Livealbum
- 2006 – Home: A Live Concert Recording with the Atlanta Symphony Youth Orchestra

Samlingsalbum
- 2001 – Seven Year Itch: Greatest Hits, 1994-2001

Singlar (urval)
- 1994 – "Shine" (US #11, US Main. #1, US Alt. #4)
- 1994 – "Breathe" (US Main. #12)
- 1995 – "Gel" (US #49, US Main. #2, US Alt. #14)
- 1995 – "December" (US #20, US Main. #1, US Alt. #2, US Adult #11)
- 1995 – "Smashing Young Man" (US Main #8	)
- 1995 – "The World I Know" (US #19, US Main. #1, US Alt. #6, US Adult #18)
- 1996 – "Where the River Flows" (US Main. #1)
- 1997 – "Precious Declaration" (US #65, US Main. #1, US Alt. #6)
- 1997 – "Listen" (US #72, US Main. #1, US Alt. #17)
- 1997 – "Blame" (US Main #11)
- 1998 – "She Said" (US Main. #16, US Alt. #39)
- 1999 – "Run" (US #76, US Alt. #36, US Adult #12)
- 1999 – "Heavy" (US #73, US Main. #1, US Alt. #5	)
- 1999 – "No More, No Less" (US Main. #10, US Alt. #32)
- 1999 – "Tremble for My Beloved" (US Main. #35)
- 2000 – "Why, Pt. 2" (US Main. #2, US Alt. #19)
- 2001 – "Vent" (US Main. #34)
- 2001 – "Perfect Day" (med Elton John) (US Adult #29)
- 2001 – "Next Homecoming" (US Main. #39)
- 2004 – "Counting the Days" (US Main. #8)
- 2005 – "Better Now" (US Main. #35, US Adult #9)
- 2005 – "How Do You Love" (US Adult #16)
- 2007 – "Hollywood" (US Adult #22)
- 2008 – "All That I Know" (US Adult #39)
- 2009 – "Staring Down" (US Adult #18)
- 2010 – "You" (US Adult #35)